# Max Bense

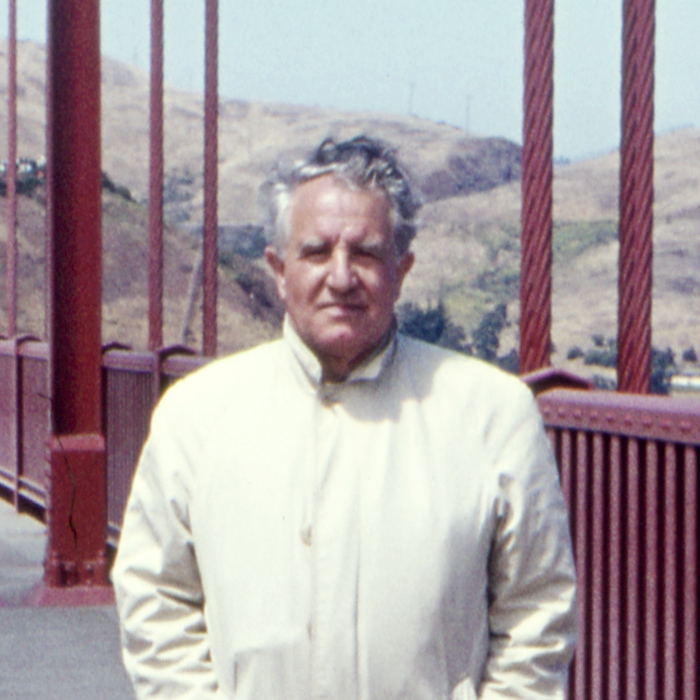
Max Bense (1969)

Max Otto Bense (Straatsburg, 7 februari 1910 – Stuttgart 29 april 1990) was een Duits filosoof, schrijver en uitgever. Zijn werken handelen over de wetenschapsfilosofie, logica, esthetiek en semiotiek en scheppen een enkel perspectief op de natuurwetenschappen, kunst en filosofie. Zijn werk probeert een definitie van de ratio tot stand te brengen die onder de naam existentiële rationaliteit de scheiding tussen het spirituele en het natuurwetenschappelijke denken opheft.

## Leven
Max Bense werd geboren in Straatsburg, waar hij ook zijn eerste levensjaren doorbracht. In 1918 werd hij, samen met zijn familie, uit Elzas-Lotharingen verbannen tijdens de nasleep van de Eerste Wereldoorlog. Vanaf 1920 deed hij gymnasium in Keulen en in 1930 werd hij student aan de universiteit van Bonn. Hier studeerde hij natuurkunde, scheikunde, wiskunde en geologie – naast filosofie. Zijn literaire interesses kwamen tijdens zijn studie opzetten in de vorm van stukken in kranten en tijdschriften, en in radio-bijdragen, waarvoor hij talloze hoorspelen schreef. In 1937 promoveerde hij tot doctor in de filosofie der natuurkunde op een dissertatie over "kwantummechanica en existentiële relativiteit". De term existentiële relativiteit, die hij van Max Scheler overnam, gebruikte hij om aan te tonen dat nieuwe theorieën niet noodzakelijkerwijze de klassieke wetenschap hoeven tegen te spreken. Bense, verklaard tegenstander van het nationaalsocialisme, ageerde daarmee bewust tegen de "Duitse Natuurkunde" van de nationaalsocialistische staat die de relativiteitstheorie verwierp vanwege de joodse afstamming van Albert Einstein. Hem werd daarom een positie als postdoc geweigerd.
Vanaf 1938 werkte Bense als natuurkundige voor Bayer AG in Leverkusen. Na het uitbreken van de Tweede Wereldoorlog werd hij soldaat, eerst bij de meteorologische dienst en later als medicijntechnicus in Berlijn en Georgenthal (nu Thüringen), waar hij tegen het einde van de oorlog kortstondig burgemeester was. In 1945 vroeg de universiteit van Jena hem als Kurator (zeg maar, voorzitter van het college van bestuur) en kon hij alsnog een postdoctoraal onderzoek doen aan de sociaalpedagogische faculteit. Hierop volgde een aanstelling als buitengewoon hoogleraar in het filosofisch en wetenschappelijk onderwijs.
In 1948 ontvluchtte Bense de Duitse sovjetzone uit angst voor de politieke ontwikkelingen daar en vertrok naar Boppard. In 1949 werd hij gastdocent aan de Technische Hogeschool Stuttgart (tegenwoordig de Universiteit van Stuttgart) en in 1950 buitengewoon hoogleraar filosofie en wetenschapsfilosofie. In 1955 was Bense middelpunt van een controverse rond mythologische tendensen in de cultuur van het naoorlogse Duitsland. Hij werd het mikpunt van een aantal zeer publieke polemieken. Hierdoor werd zijn aanstelling tot gewoon hoogleraar uitgesteld tot 1963.
Naast zijn hoogleraarschappen werkte Bense van 1953 tot 1958 aan de Volkshogeschool Ulm, om precies te zijn aan de toenmalige Hogeschool voor Vormgeving. Van 1958 tot 1960 en in 1966/1967 was hij gastdocent aan de Hamburgse Hogeschool voor Beeldende Kunst.
Bense ging op 7 februari 1978 met emeritaat en stierf in 1990 als internationaal erkend wetenschapper.

## Filosofie
Al in zijn eerste publicatie "Ruimte en Ik" (uit 1934) verbindt Bense de theoretische filosofie met de wiskunde, de semiotiek en de esthetiek. Deze band blijft altijd het thema van zijn werken. Hij formuleerde hierin eerst een rationele esthetiek die het spraakmateriaal – woorden, lettergrepen en fonemen – als een statistisch spraakrepertoire definieert en die zich tegen een literatuur gebaseerd op betekenis keert. Daarentegen hield Bense zich ook met het begrip van de stijl bezig, die hij op de wiskunde toepaste (in de stijl van de Mathesis Universalis van Gottfried Wilhelm Leibniz) en waarmee hij een universele taal voor beschrijvingen ontwierp. "De Wiskunde in de Kunst" (1949) werd zijn uitgangspunt om wiskundige vormprincipes in de kunstgeschiedenis te onderzoeken. Daarmee ontwikkelde Bense een perspectief om de wiskundige geest in spraakkunstwerken mee te herkennen, vooral in de metriek en de ritmiek. Benses overpeinzingen gaan uit van een samenhang van het wiskundige en het spraakvormige bewustzijn, die samen ontstaan zijn en tot een naar elkaar toe groeiende denkvorm uitgegroeid zijn. De atomistische structuur van beide spraakvormen zag hij als gelijkwaardig die vanuit het niets het bestaan van aanwijsbare basiselementen (tekens, symbolen) en regelaars of operatoren van een taal mogelijk maken die betekenis draagt, informatie overbrengt en stilistisch gevormd is. De esthetische en semantische informatie beschouwde hij als algemeen gevormd en niet eerder gedefinieerd dan door gebruik. In hetzelfde werk bracht de eerste invoering in Duitsland van Ludwig Wittgenstein in de esthetiek tot stand.
Bense beschouwde de vernietiging van de sociale en intellectuele burgerlijke wereld aan het begin van de 20e eeuw als een parallel met de ondergang van de bestaansopvattingen in de filosofie; hij zag een natuurlijke wereld die door een kunstmatige vervangen werd. Als kind van de voorloper van het computertijdperk dacht Bense ook na over de technologische evenbeelden van het menselijk bestaan; in tegenstelling tot veel van zijn tijdgenoten zag hij in de machine een puur product van de menselijke intelligentie dat algoritmes als basis had. Hij stelde echter ook ethische vragen, die verder pas in de volgende decennia in de techniekethiek aan de orde zouden komen. Zijn visie op de techniek – zonder geloof of ontkenning van voortgang, geheel praktisch van aard en beïnvloed door Walter Benjamin – riep de kritiek van Theodor Adorno over hem af en dreef hem weer in de rol van de oppositie.
Aangevuurd door het onderzoek naar de hersenen, de informatica en het oplaaiende enthousiasme over elektronische rekenapparaten, maar ook door Wittgensteins concept van het taalspel, probeerde Bense de traditionele kijk op de literaire tekst te relativeren. Daarmee was hij een van de eerste cultuurfilosofen die de technische mogelijkheden van de computer in hun denken meenamen en er interdisciplinair onderzoek naar pleegden. Hij analyseerde fenomenen van de spraak ten aanzien van statistiek en topologie, onderwierp ze aan teken-, informatie- en communicatietheoretische vragen en maakte daarbij gebruik van structuralistische denkwijzen. Daardoor werd hij de eerste theoreticus van de concrete poëzie waar Eugen Gomringer in 1953 mee begon en die bijvoorbeeld Helmut Heißenbüttel, Claus Bremer, Reinhard Döhl, Ludwig Harig en Franz Mon tot verdere experimenten aanspoorde. Ook de taaldecomposities van Ernst Jandl werden hierdoor beïnvloed (zie ook de Stuttgart Groep).
Bense nam bij zijn activiteiten aangaande de literatuur en de literaire spraak geen genoegen met enkel theoretische overwegingen. Hij had nauw contact met auteurs als Alfred Andersch en Arno Schmidt. Zijn analogiecreaties bij de beeldende kunst droegen wezenlijk bij aan het begrip van het kubisme en het dadaïsme.
Als wetenschapsfilosoof gaf Bense vorm aan het kunstmatige vormingsbegrip waarin het klassieke humanisme en de moderne technologie op constructieve wijze nader tot elkaar komen. Uit deze wetenschapsvisie hoopte hij zowel voortgaande inzichten – die steeds aan ethische vragen onderhevig zijn – als het vermijden van een teruggang te putten. Bense sprak zich daarmee uit voor de Verlichting en voegde zichzelf in die traditie.
Na 1984 bracht Bense zijn theorieën over visuele kunst over op beeldschermen. Daarmee zijn de vroege overpeinzingen van mediawetenschappelijke aard aangaande het Internet, met name het concept van netwerkliteratuur, op hem terug te voeren.

## Publicaties
- Raum und Ich. Eine Philosophie über den Raum. Luken & Luken, Berlin 1934
- Aufstand des Geistes. Eine Verteidigung der Erkenntnis. Deutsche Verlags-Anstalt, Stuttgart 1935
- Anti-Klages oder Von der Würde des Menschen. Niekisch, Berlin 1937
- Kierkegaard-Brevier. Insel, Leipzig 1937
- Quantenmechanik und Daseinsrelativität. Eine Untersuchung über die Prinzipien der Quantenmechanik und ihre Beziehung zu Schelers Lehre von der Daseinsrelativität der Gegenstandsarten. Welzel, Köln 1938
- Vom Wesen deutscher Denker oder Zwischen Kritik und Imperativ. Oldenbourg, München/Berlin 1938
- Die abendländische Leidenschaft oder Zur Kritik der Existenz. Oldenbourg, München/Berlin 1938
- Geist der Mathematik. Abschnitte aus der Philosophie der Arithmetik und Geometrie. Oldenbourg, München/Berlin 1939
- Aus der Philosophie der Gegenwart. Staufen, Köln 1940
- Einleitung in die Philosophie. Eine Einübung des Geistes. Oldenbourg, München 1941
- Sören Kierkegaard. Leben im Geist. Hoffmann und Campe, Hamburg 1942
- Physikalische Welträtsel. Ein Buch von Atomen, Kernen, Strahlen und Zellen. Staufen, Köln 1942
- Briefe großer Naturforscher und Mathematiker. Staufen, Köln 1943
- Das Leben der Mathematiker. Bilder aus der Geistesgeschichte der Mathematik. Staufen, Köln 1944
- Über Leibniz. Leibniz und seine Ideologie. Der geistige Mensch und die Technik. Rauch, Jena 1946
- Konturen einer Geistesgeschichte der Mathematik. Die Mathematik und die Wissenschaften. (2 Bände) Claassen & Goverts, Hamburg 1946-1949
- Philosophie als Forschung. Staufen, Köln 1947
- Umgang mit Philosophen. Essays. Staufen, Köln 1947
- Hegel und Kierkegaard. Eine prinzipielle Untersuchung. Staufen, Köln 1948
- Von der Verborgenheit des Geistes. Habel, Berlin 1948
- Was ist Existenzphilosophie?. Butzon & Bercker, Kevelaer 1949
- Moderne Naturphilosophie. Butzon & Bercker, Kevelaer 1949
- Technische Existenz. Essays. Deutsche Verlags-Anstalt, Stuttgart 1949
- Geschichte der Wissenschaften in Tabellen. Butzon & Bercker, Kevelaer 1949
- Literaturmetaphysik. Der Schriftsteller in der technischen Welt. Deutsche Verlags-Anstalt, Stuttgart 1950
- Ptolemäer und Mauretanier oder Die theologische Emigration der deutschen Literatur. Kiepenheuer, Köln/Berlin 1950
- Was ist Elektrizität?. Butzon & Bercker, Kevelaer 1950
- Die Philosophie. Suhrkamp, Frankfurt/Main 1951
- Plakatwelt. Vier Essays. Deutsche Verlags-Anstalt, Stuttgart 1952
- Die Theorie Kafkas. Kiepenheuer & Witsch, Köln/Berlin 1952
- Der Begriff der Naturphilosophie. Deutsche Verlags-Anstalt, Stuttgart 1953
- Aesthetica (I). Metaphysische Beobachtungen am Schönen. Deutsche Verlags-Anstalt, Stuttgart 1954
- Descartes und die Folgen (I). Ein aktueller Traktat. Agis, Krefeld/Baden-Baden 1955
- Aesthetica (II). Aesthetische Information. Agis, Baden-Baden 1956
- Rationalismus und Sensibilität. Präsentationen. (Mit Elisabeth Walther) Agis, Krefeld/Baden-Baden 1956
- Aesthetica (III). Ästhetik und Zivilisation. Theorie der ästhetischen Zivilisation. Agis, Krefeld/Baden-Baden 1958
- Kunst und Intelligenz als Problem der Moderne. Kulturamt, Dortmund 1959
- Aesthetica (IV). Programmierung des Schönen. Allgemeine Texttheorie und Textästhetik. Agis, Krefeld/Baden-Baden 1960
- Grignan-Serie. Beschreibung einer Landschaft. Der Augenblick, Stuttgart 1960
- Descartes und die Folgen (II). Ein Geräusch in der Straße. Agis, Krefeld/Baden-Baden 1960
- Die Idee der Politik in der technischen Welt. Kulturamt, Dortmund 1960
- aprèsfiche für uns hier und für andere von Max Bense. Werbung für "Rheinlandschaft". Burkhardt, Stuttgart 1961
- Bestandteile des Vorüber. Dünnschliffe Mischtexte Montagen. Kiepenheuer & Witsch, Köln 1961
- Rosenschuttplatz. (Mit Clytus Gottwald) Mayer, Stuttgart 1961
- Reste eines Gesichtes. (Mit Karl-Georg Pfahler). Mayer, Stuttgart 1961
- Entwurf einer Rheinlandschaft. Kiepenheuer & Witsch, Köln/Berlin 1962
- theorie der texte. Eine Einführung in neuere Auffassungen und Methoden. Kiepenheuer & Witsch, Köln 1962
- Die präzisen Vergnügen. Versuche und Modelle. Limes, Wiesbaden 1964
- Aesthetica. Einführung in die neue Aesthetik. Agis, Baden-Baden 1965
- Zufällige Wortereignisse. Mayer, Stuttgart 1965
- Brasilianische Intelligenz. Eine cartesianische Reflexion. Limes, Wiesbaden 1965
- jetzt. Mayer, Stuttgart 1965
- tallose berge. Mayer, Stuttgart 1965
- Ungehorsam der Ideen. Abschließender Traktat über Intelligenz und technische Welt. Kiepenheuer & Witsch, Köln/Berlin 1965
- zusammenfassende grundlegung moderner ästhetik. galerie press, St. Gallen 1966
- Epische Studie zu einem epikureischen Doppelspiel. Hake, Köln 1967
- Die Zerstörung des Durstes durch Wasser. Einer Liebesgeschichte zufälliges Textereignis. Kiepenheuer & Witsch, Köln 1967
- Semiotik. Allgemeine Theorie der Zeichen. Agis, Baden-Baden 1967
- kleine abstrakte ästhetik. edition rot, Stuttgart 1969
- Einführung in die informationstheoretische Ästhetik. Grundlegung und Anwendung in der Texttheorie. Rowohlt, Reinbek 1969
- Der Monolog der Terry Jo. (Mit Ludwig Harig) In: Klaus Schöning (Hrsg.): Neues Hörspiel. Texte. Partituren. Suhrkamp, Frankfurt/Main 1969, S. 59-91
- Artistik und Engagement. Präsentation ästhetischer Objekte. Kiepenheuer & Witsch, Köln 1970
- Existenzmitteilung aus San Franzisko. Hake, Köln 1970
- nur glas ist wie glas. werbetexte. Fietkau, Berlin 1970
- Die Realität der Literatur. Autoren und ihre Texte. Kiepenheuer & Witsch, Köln 1971
- Zeichen und Design. Semiotische Ästhetik. Agis, Baden-Baden 1971
- Wörterbuch der Semiotik. (Mit Elisabeth Walther) Kiepenheuer & Witsch, Köln 1973
- Semiotische Prozesse und Systeme in Wissenschaftstheorie und Design, Ästhetik und Mathematik. Semiotik vom höheren Standpunkt. Agis, Baden-Baden 1975
- Vermittlung der Realitäten. Semiotische Erkenntnistheorie. Agis, Baden-Baden 1976
- Das Auge Epikurs. Indirektes über Malerei. Deutsche Verlags-Anstalt, Stuttgart 1979
- Die Unwahrscheinlichkeit des Ästhetischen und die semiotische Konzeption der Kunst. Agis, Baden-Baden 1979
- Axiomatik und Semiotik in Mathematik und Naturerkenntnis. Agis, Baden-Baden 1981
- Zentrales und Occasionelles. Poetische Bemerkungen. Edition Künstlerhaus, Stuttgart 1981
- Das Universum der Zeichen. Essays über die Expansionen der Semiotik. Agis, Baden-Baden 1983
- Das graue Rot der Poesie. Gedichte. Agis, Baden-Baden 1983
- Kosmos Atheos. Gedichte. Agis, Baden-Baden 1985
- Repräsentation und Fundierung der Realitäten. Fazit semiotischer Perspektiven. Agis, Baden-Baden 1986
- Nacht-Euklidische Verstecke. Poetische Texte. Agis, Baden-Baden 1988
- Poetische Abstraktionen. Gedichte und Aphorismen. Manus Presse, Stuttgart 1990
- Der Mann, an den ich denke. Ein Fragment. (Aus dem Nachlass hrsg. von Elisabeth Walther) edition rot, Stuttgart 1991
- Die Eigenrealität der Zeichen. (Aus dem Nachlass hrsg. von Elisabeth Walther) Agis, Baden-Baden 1992

- Bibsys: 90181721
- Bibliothèque nationale de France: cb12675326n (data)
- Catàleg d'autoritats de noms i títols de Catalunya: 981058528755106706
- CiNii: DA00634950
- Gemeinsame Normdatei: 118509179
- International Standard Name Identifier: 0000 0001 0931 3116
- Library of Congress Control Number: n50008034
- Nationale Bibliotheek van Letland: 000289179
- MusicBrainz: 897c7986-2414-4a29-94fb-0360215e3bbd
- Mathematics Genealogy Project: 55600
- Bibliotheek van het Japanse parlement: 00662160
- Nationale Bibliotheek van Tsjechië: ola2002152591
- Nationale bibliotheek van Australië: 35017471
- Nationale Bibliotheek van Israël: 987007258424505171
- Nationale Bibliotheek van Polen: a0000002053679
- Nationale en Universitaire bibliotheek Zagreb: 000496960
- Nederlandse Thesaurus van Auteursnamen: 07177811X
- Réseau des bibliothèques de Suisse occidentale: 02-A002991338
- Istituto Centrale per il Catalogo Unico: RAVV047705
- SNAC: w6tx4qs3
- Système universitaire de documentation: 050628763
- Trove: 792023
- Virtual International Authority File: 108427825
- WorldCat: E39PBJyxmJT8XDYWf9w7jHGCQq